# Charles Hardinge, 1:e baron Hardinge av Penshurst
Charles Hardinge, 1:e baron Hardinge av Penshurst, född den 20 juni 1858, död den 3 augusti 1944, var en brittisk diplomat och statsman.

## Biografi
Hardinge var yngre son till Charles Hardinge, 2:e viscount Hardinge, sonson till Henry Hardinge, 1:e viscount Hardinge och dotterson till George Bingham, 3:e earl av Lucan. Han var ambassadör i Ryssland 1904–1906 och understatssekreterare för utrikesärenden 1906–1910. Han upphöjdes till baron Hardinge av Penshurst 1910 och var 1910–1916 vicekung i Indien. Han blev där ganska svårt sårad vid ett bombattentat 22 december 1912, då han höll sitt högtidliga intåg i den nya rikshuvudstaden Delhi.
Efter hemkomsten till Europa var han 1916 ordförande i en undersökningskommission rörande orsakerna till upproret på Irland samma år, återgick därpå till sin gamla post som "permanent understatssekreterare för utrikesärenden", vilken han lämnade 1918, blev i november 1920 brittisk ambassadör i Paris, men tog avsked november 1922, missnöjd över den brittiska politikens stora undfallenhet för den franska.

## Utmärkelser
- Kommendör med stora korset av Vasaorden, 1908.[8]